# Der Deutsche Rechtspfleger
Der  Deutsche Rechtspfleger (Kurzform: Rpfleger) ist eine der ältesten juristischen Fachzeitschriften in Deutschland. Sie erscheint seit 1889. In den Jahren 1936 bis 1939 war sie in der Zeitschrift Deutsche Rechtspflege, von 1940 bis 1942 in der Zeitschrift Deutsches Recht aufgegangen. Von 1945 bis 1947 erschien sie nicht.
Die Zeitschrift erscheint monatlich, teilweise mit einem Doppelheft. Herausgeber ist der Gieseking-Verlag in Bielefeld in Verbindung mit dem Bund Deutscher Rechtspfleger.
In der Zeitschrift werden Abhandlungen zu verschiedenen Teilgebieten der Rechtsgebiete veröffentlicht, in denen Rechtspfleger tätig sind. Es handelt sich dabei überwiegend um Teilgebiete der freiwilligen Gerichtsbarkeit, z. B. Liegenschafts- und Grundbuchrecht, Familienrecht, Erbrecht, Handelsrecht, Registerrecht, Zwangsvollstreckungsrecht, Zwangsversteigerungs- und Zwangsverwaltungsrecht, Insolvenzrecht, Kostenrecht.
Einen großen Teil der Zeitschrift macht die Wiedergabe der Rechtsprechung aus. So werden die wesentlichen Entscheidungen der Bundesgerichte und Oberlandesgerichte zu den genannten Rechtsgebieten, aber auch interessante Amts- und Landgerichtsentscheidungen referiert.
Auf einzelne Artikel verweist man im juristischen Fachgebrauch durch Angabe des Autors, „Rpfleger“, des Erscheinungsjahres und der Seitenzahl (mit oder ohne „S.“). Bei Verweisen auf Gerichtsentscheidungen, die im Rpfleger abgedruckt worden sind, wird statt des Autors das Gericht genannt.